# Toy Story: Příběh hraček
Toy Story: Příběh hraček (v anglickém originále Toy Story) je americký animovaný film z roku 1995 režiséra Johna Lassetera, produkovaný společnostmi Walt Disney Pictures a Pixar Animation Studios. Jednalo se o vůbec první celovečerní snímek vyrobený kompletně pomocí počítačové animace. Film měl v USA premiéru 22. listopadu 1995, v Česku byl v kinech promítán od 11. dubna 1996.
V roce 1996 byl nominován na Oscara ve třech kategoriích (hudba pro muzikál nebo komedii, původní píseň, scénář) a režisér John Lasseter obdržel speciální cenu za mimořádný příspěvek do kinematografie. Roku 2005 byl snímek zařazen do amerického Národního filmového registru.
Pokračování snímku Toy Story 2: Příběh hraček bylo uvedeno v roce 1999, další pokračování Toy Story 3: Příběh hraček mělo premiéru v roce 2010 a snímek Toy Story 4: Příběh hraček byl vydán v roce 2019.

## Děj
V pokoji šestiletého chlapce Andyho Davise žijí hračky, které ožívají pokaždé, když jsou mimo dohled lidí. Vůdcem hraček je kovboj Woody, Andyho nejoblíbenější hračka. Mezi další hračky patří pan Bramborová hlava, pružinový pes Slinky, pokladnička prasátko Hamm, porcelánová pastýřka Bo Peep se svými ovečkami a plastový tyrannosaurus Rex.
Několik dní před plánovaným stěhováním rodiny slaví Andy narozeniny. Hračky jsou znepokojené, protože se obávají, že by mohly být nahrazeny novými dárky. Woody proto vysílá na průzkum skupinu zelených vojáčků, kteří mají pomocí dětské vysílačky sledovat rozbalování dárků. Když se zdá, že je nebezpečí zažehnáno, vytáhne Andyho matka překvapení – novou akční figurku vesmírného strážce Buzze Rakeťáka. Buzz rychle okouzlí ostatní hračky svými moderními funkcemi a stává se Andyho novou oblíbenou hračkou, což v Woodym vyvolává silnou žárlivost. Na rozdíl od ostatních hraček si Buzz není vědom toho, že je pouze hračkou – je přesvědčen, že je skutečný vesmírný strážce, který havaroval na neznámé planetě a musí opravit svou kosmickou loď (ve skutečnosti krabici, ve které byl zabalen).
Když se rodina chystá na večeři do restaurace Pizza Planet, může si Andy vzít jen jednu hračku. Woody se pokusí Buzze schovat za psací stůl, ale omylem ho vystřelí z okna. Ostatní hračky jsou přesvědčeny, že Woody ze žárlivosti úmyslně Buzze "zabil". Andy, který nemůže najít Buzze, vezme s sebou Woodyho. Buzz, který pád přežil, se zachytí auta a při zastávce na čerpací stanici konfrontuje Woodyho. Jejich rvačka skončí tím, že oba vypadnou z auta a jsou ponecháni na stanici. Dostanou se do Pizza Planet v dodávce rozvážející pizzu, ale zde je chytí Sid Phillips, sadistický soused, který rád mučí a ničí hračky.
V Sidově domě se setkávají s jeho zlým psem Scudem a "zmutovanými" hračkami, které Sid vytvořil z částí jiných hraček. Buzz upadne do hluboké deprese poté, co v televizní reklamě zjistí, že je skutečně jen hračkou. Při pokusu dokázat, že umí létat, si zlomí ruku. Sidovy zmutované hračky Buzze opraví, ale Sid ho připoutá k raketě, kterou chce odpálit. Woody pomůže Buzzovi pochopit, že jeho skutečným posláním je dělat Andyho šťastným. Společně se Sidovými hračkami se jim podaří Sida vyděsit tím, že před ním ožijí, čímž ho odradí od dalšího týrání hraček. Woody a Buzz se vydají za stěhovacím vozem, ale pronásleduje je Scud. Buzz zůstane pozadu, aby Woodyho zachránil před psem. Woody se pokusí Buzze zachránit pomocí Andyho autíčka na dálkové ovládání, ale ostatní hračky, stále přesvědčené o Woodyho zradě, ho vyhodí z vozu. Teprve když vidí Woodyho a Buzze společně, uvědomí si svůj omyl. Když se vybijí baterie autíčka, Woody zapálí raketu stále připevněnou k Buzzovi. Buzz použije svá křídla k přerušení pásky těsně před výbuchem rakety a oba bezpečně přistanou v autě Andyho matky.
O Vánocích v novém domě dostane Andyho sestra Molly paní Bramborovou hlavu. Woody a Buzz žertují o tom, jaký dárek by mohl být "horší" než Buzz, ale nervózně se na sebe usmějí, když Andy dostane štěně jezevčíka.

## Obsazení
| Tom Hanks         | Woody                                       |
| Tim Allen         | Buzz Rakeťák (v originále Buzz Lightyear)   |
| Don Rickles       | Pan Brambůrek (v originále Mr. Potato Head) |
| Jim Varney        | Jezevčík Slinky (v originále Slinky Dog)    |
| Wallace Shawn     | Rex                                         |
| John Ratzenberger | Šunčík (v originále Hamm)                   |
| Annie Pottsová    | Pastýřka (v originále Bo Peep)              |
| John Morris       | Andy Davis                                  |
| Erik von Detten   | Sid Phillips                                |